# 245-й гвардейский мотострелковый полк
245-й гвардейский мотострелковый Гнезненский Краснознамённый, ордена Суворова полк (сокр. 245 мсп, в/ч 60888) — тактическое формирование Сухопутных войск Российской Федерации.
Полк в период 1997—2009 гг. находился в составе 3-й мотострелковой дивизии и дислоцировался в п. Мулино Нижегородской области.
В 2023 году полк вновь сформирован и вошёл в состав 47-й танковой дивизии.

## История
Ведёт свою историю от 437-го стрелкового полка 154-й стрелковой дивизии, затем переформированного 26 декабря 1942 года в 137-й гвардейский стрелковый полк 47-й гвардейской стрелковой дивизии, принявшим участие в Великой Отечественной войне, где получил почётное наименование «Гнезненский» за освобождение польского города Гнезно в ходе Варшавско-Познанской наступательной операции, гвардейский статус, орден Красного Знамени и орден Суворова III степени.
В 1945 году переформирован в 62-й гвардейский механизированный полк 19-й гвардейской механизированной дивизии.
17 мая 1957 года переименован в 245-й гвардейский мотострелковый полк 26-й гвардейской танковой дивизии.
В ГДР 245-й гвардейский мотострелковый полк дислоцировался в г. Магдебург и находился в составе 47-й гвардейской танковой дивизии 3-й общевойсковой армии. После объединения Германии полк в начале 1991 года был передислоцирован из Магдебурга в гарнизон Мальвинкель, где и находился до лета 1994 года.
Перед выводом в СССР полк находился в составе 47-й гвардейской танковой дивизии, затем в 1998 году включён в состав 3-й мотострелковой дивизии 22-й гвардейской общевойсковой армии Московского военного округа вместе с 99-м гв. самоходным артиллерийским полком.
В январе 1995 переброшен в Чечню, где брал штурмом населённые пункты Гойты, Гойское, Алхан-Юрт, Ведено, Шатой. С мая того же года дислоцировался в Шатое.
16 апреля 1996 года 1,5 км южнее Ярышмарды тыловая колонна полка, попала в засаду, устроенной боевиками.
1—3 июля 1996 года полк вернулся в пункт постоянной дислокации в п. Мулино. За полтора года войны полк потерял 231 человек погибшими, из которых 22 офицера, 3 прапорщика, 206 сержантов и солдат.
В сентябре 1999 года полк переброшен на границу Ставрополья с Чечнёй. С октября 1999 г. полк начал вести боевые действия в составе группировки «Запад». 245-й полк участвует в штурме Грозного. В конце ноября 2001 года вернулся в Мулино.

## Вооружение и военная техника
На 1991 год в 245-м полку имелось: 27 Т-64А, 87 БМП (46 БМП-2, 39 БМП-1, 2 БРМ-1К), 2 БТР-60, 19 2С1, 12 2С12, 5 БМП-1КШ, 1 ПРП-3 3 РХМ, 2 Р-145БМ, 2 ПУ-12, 3 МТ-55А, МТ-ЛБТ.